# ستيف هيرتز
ستيف هيرتز (بالإنجليزية: Steve Hertz)‏ هو مدير فني أمريكي، ولد في 3 أكتوبر 1950 في غلينديل في الولايات المتحدة.